# 와이엇 샌퍼드
와이엇 샌퍼드(영어: Wyatt Sanford, 1998년 11월 3일~)는 캐나다의 권투 선수이다. 올림픽에 2회 참가하여 2024년 하계 올림픽 라이트급에서 동메달을 획득했다. 

## 개인사
샌퍼드는 노바스코샤주 핼리팩스 소재 대학인 세인트 메리 대학교에서 체육학을 전공했다.
그는 캐나다의 다이빙 선수인 패멀라 웨어와 결혼했다.